# Chutchawal Khawlaor
Chutchawal Khawlaor, né le 17 janvier 1988, est un taekwondoïste thaïlandais.

## Palmarès

### Jeux olympiques
- participation aux Jeux olympiques 2008 à Pékin, (Chine)

### Championnats du monde
- Médaille d'or des -54 kg du Championnat du monde 2011 à Gyeongju, (Corée du Sud)
- Médaille de bronze des -54 kg du Championnat du monde 2009 à Copenhague, (Danemark)
- Médaille d'argent des -54 kg du Championnat du monde 2007 à Pékin, (Chine)

### Championnats d'Asie
- Médaille d'or des -54 kg du Championnat d'Asie 2012 à Hô-Chi-Minh-Ville, (Viêt Nam)
- Médaille d'or des -54 kg du Championnat d'Asie 2010 à Astana, (Kazakhstan)
- Médaille d'or des -54 kg du Championnat d'Asie 2006 à Bangkok, (Thaïlande)